# Ill Communication
Ill Communication ist das vierte Studioalbum der Hip-Hop-Band Beastie Boys. Es wurde im Mai 1994 von Capitol Records und dem bandeigenen Label Grand Royal Records veröffentlicht.

## Hintergrund
Das Album entstand 1993/94 und wurde erneut mit Koproduzent Mario Caldato Jr. aufgenommen. Musikalische Kooperationen gab es mit Mark Ramos Nishita alias Money Mark, Eric Bobo, Wendell Timothy Fite alias DJ Hurricane und Amery „AWOL“ Smith. Q-Tip und Biz Markie steuerten zusätzliche Rap-Parts bei.
Auf Ill Communication kehrten die Beastie Boys zu ihren Wurzeln im Hardcore Punk zurück, neben Hip-Hop finden sich aber auch Rock, Funk und Jazz auf dem Album.
Das Cover-Foto stammt vom Magnum-Fotografen Bruce Davidson und wurde 1964 in Los Angeles geschossen.
Das Album erschien am 23. Mai 1994 als CD, Kassette und Doppelalbum auf LP, in Japan wurde es bereits am 18. Mai 1994 veröffentlicht. Am 14. Juli 2009 brachte Capitol ein Remaster mit Bonustracks als Doppel-CD auf den Markt, eine Version auf 3 LPs folgte am 31. August 2009. Am 26. Juli 2024 soll anlässlich des 30. Jubiläums eine limitierte Sammlerausgabe auf 3 LPs und Kassette erscheinen.
Es war das zweite Album der Beastie Boys, das Platz 1 der Billboard 200 erreichte. Mitverantwortlich dafür war der große Erfolg der Single Sabotage.

## Titelliste
Bis auf die gekennzeichneten Ausnahmen stammen alle Songs aus der Feder der Beastie Boys (Michael Diamond, Adam Horovitz, Adam Yauch).
Seite 1
1. Sure Shot (Beastie Boys/Caldato/Wendell Timothy Fite) – 3:19
2. Tough Guy (AWOL/Beastie Boys) – 0:57
3. B-Boys Makin’ with the Freak Freak – 3:36
4. Bobo on the Corner (Beastie Boys/Bobo/Money Mark) – 1:13
5. Root Down – 3:32
Seite 2
6. Sabotage – 2:58
7. Get It Together (feat. Q-Tip) (Beastie Boys/Davis) – 4:05
8. Sabrosa (Beastie Boys/Bobo/Money Mark) – 3:29
9. The Update (Beastie Boys/Caldato/Money Mark) – 3:15
10. Futterman’s Rule (Beastie Boys/Money Mark) – 3:42
Seite 3
11. Alright Hear This – 3:06
12. Eugene’s Lament (Beastie Boys/Bobo/Gore/Money Mark) – 2:12
13. Flute Loop (Beastie Boys/Caldato/Klemmer) – 1:54
14. Do It (feat. Biz Markie) (Beastie Boys/Caldato/Money Mark) – 3:16
15. Ricky’s Theme (Beastie Boys/Bobo/Money Mark) – 3:43
Seite 4
16. Heart Attack Man (AWOL/Beastie Boys) – 2:14
17. The Scoop (Beastie Boys/Caldato) – 3:36
18. Shambala (Beastie Boys/Bobo/Money Mark) – 3:40
19. Bodhisattva Vow (Beastie Boys/Caldato) – 3:08
20. Transitions (Beastie Boys/Money Mark) – 2:31
Bonustracks (Japan)
21. Dope Little Song – 1:51
22. Resolution Time – 2:49
23. Mullet Head – 2:52
24. The Vibes – 3:06
Bonustracks (2009 Remastered Edition)
21. Root Down (Free Zone Mix) – 3:49
22. Resolution Time – 2:49
23. Get It Together (Buck-Wild Remix) – 4:18
24. Dope Little Song – 1:50
25. Sure Shot (European B-Boy Mix) – 2:59
26. Heart Attack Man (Unplugged) – 2:22
27. The Vibes – 3:07
28. Atwater Basketball Association File No. 172-C – 1:27
29. Heart Attack Man (Live) – 2:10
30. The Maestro (Live) – 3:16
31. Mullet Head – 2:53
32. Sure Shot (European B-Boy Instrumental) – 2:58

## Rezeption
Ill Communication wurde positiv rezensiert. Stephen Thomas Erlewine bezeichnet es auf AllMusic als „Beinahe-Meisterwerk“ und ein Highlight des Alternative Rocks der 1990er.
Rolling Stone wählte es auf Platz 13 der 100 besten Alben der 1990er Jahre. Sabotage belegte 2004 Platz 480 und 2021 Platz 245 der 500 besten Songs aller Zeiten.
In der Aufstellung der 500 besten Alben aller Zeiten des New Musical Express erreichte Ill Communication Platz 126. Es belegt zudem Platz 3 der 50 besten Alben des Jahres 1994. Das Magazin führt Sabotage auf Platz 56 der 500 besten Songs aller Zeiten.
Spin nahm es in die Auswahl der 20 besten Alben des Jahres auf und wählte es zudem auf Platz 254 der 300 besten Alben aus dem Zeitraum 1985 bis 2014.

„1994 wußten die Beastie Boys genau, wie man „auf einer Party rockt“. Nachdem sie ihre instrumentalen Fähigkeiten und die Geschicklichkeit des Samplens auf Check Your Head und Paul’s Boutique verfeinert hatten, gingen sie wieder zurück ins Studio und waren mehr als bereit zu experimentieren. Sie veröffentlichten eine Platte, die ihre Leidenschaften verdeutlichte (Buddhismus, Krimis der Siebziger, Hardcore Punk) und den Zeitgeist so unverkennbar widerspiegelte, daß es unmöglich war der Musik zu widerstehen. (...) Einfach ausgedrückt ist es ein Album, das aus drei Teilen besteht. Es gibt die markerschütternden und kurzlebigen Thrash-Nummern („Tough Guy“, „Heart Attack Man“), die glatten Jazz-Tracks oder die vom Sprechgesang gekennzeichneten Mantras („Flute Loop“, „Shamballa“) und, am effektivsten von allem, erstaunliche Loops, die auf Samples basieren. Ein Song wie „Root Dawn“ ist ein ausgezeichnetes Beispiel dafür. Basierend auf einem Orgel-Loop von Jimmy Smith steigert er sich zu einem Crescendo, das so beeindruckt, daß der Hörer mit jedem Durchlauf nach mehr verlangt.“

Ill Communication gehört zu den 1001 Albums You Must Hear Before You Die.